# باشگاه فوتبال یونگ آژاکس
یانگ آژاکس (انگلیسی: Jong Ajax) یا جوانان آژاکس یا آژاکس ۲ باشگاه فوتبالی در آمستردام است که در لیگ دسته اول فوتبال هلند شرکت می‌کند.
یانگ آژاکس به عنوان تیم دوم باشگاه فوتبال آژاکس آمستردام فعالیت می‌کنند و بازیکنانی که در تیم اصلی فرصت بازی پیدا نمی‌کنند در ترکیب این تیم به میدان می‌روند.
از سرمربیان سابق این تیم می‌توان به مارکو فان باستن و لوئی فان خال اشاره کرد.